# Getrag
Getrag est un fabricant de transmissions pour véhicules. La société a été fondée en 1935 à Ludwigsburg.
En juillet 2015, Getrag a été achetée par sa concurrente Magna Powertrain (en) pour 1,9 milliard de dollars pour y être graduellement fusionnée.